# 八ヶ岳エスペラント館
八ヶ岳エスペラント館（やつがたけエスペラントかん、エスペラント館: Esperanto-Domo de Yatugatake あるいは Esperanto-Domo de Jacugatake）とは、山梨県北杜市にあるエスペラント館（esperanto-domo）である。世界には多くのエスペラント館があるが、それらが事務所であるのに対して八ヶ岳エスペラント館は非営利の研修、合宿、図書館施設である。一般財団法人日本エスペラント協会（旧名：日本エスペラント学会）が所有し、同協会八ヶ岳エスペラント館運営委員会が管理している。エスペランティストである森田洋子が日本エスペラント学会に寄贈し、1994年10月に開設された。

## 施設
宿泊棟と図書館棟からなり、食堂、研修室、図書館、談話室、寝室などがある。
図書館は日本エスペラント協会図書館の分室となっている。

## 利用
日本エスペラント協会の会員のみが申し込みできる。冬季（11月半ばから3月半ば）は休館する。
常駐の管理人はおいてないが、週末は運営委員が宿直して一般公開される。

### 八ヶ岳エスペラント館利用者資格
施設の有効利用を図るため、八ヶ岳エスペラント館運営委員会は、講習を受けた日本エスペラント協会の会員に「八ヶ岳エスペラント館利用者資格」（ライセンス）を発行している。ライセンスを持っている人は運営委員がいない土日以外にも施設を利用することができる。

## 交通アクセス
- 鉄道
  - 小海線の甲斐小泉駅から徒歩
  - 中央本線・小海線の小淵沢駅からタクシー

- 高速バス
  - 中央高速バス 八ヶ岳BSからタクシーで約5km。

- 自家用車
  - 小淵沢ICを降りて山梨県道・長野県道11号北杜富士見線（八ヶ岳高原ライン）を八ヶ岳の方向に走り（約6km）、長坂町小荒間交差点を右折して山梨県道609号小荒間長坂停車場線を2km南に下ると道の左側に「エスペラント館入り口」の看板がみえる。

## 所在地
〒408-0031 山梨県北杜市長坂町小荒間1897-1